# 乾良彦
乾 良彦（いぬい よしひこ）は、日本の漫画家。主に青年誌で執筆活動をしている。

## 作品一覧
- LUCKY STRIKE（週刊少年チャンピオン 2011年49号 -、秋田書店）連載

### 連載終了
- 鬼道天外かなめ（ヤングチャンピオン 2002年1号 - 2003年7号、秋田書店）連載、全3巻
  1. ISBN 4-253-14752-6（2002年10月31日発売）
  2. ISBN 4-253-14753-4（2003年4月発売）
  3. ISBN 4-253-14754-2（2003年9月18日発売）
- 新選組黙示録（ヤングチャンピオン 2003年21号 - 2006年11号、秋田書店）連載、全7巻 原作：宮崎克
  1. ISBN 4-253-14871-9（2004年3月11日発売）
  2. ISBN 4-253-14872-7（2004年9月発売）
  3. ISBN 4-253-14873-5（2005年2月19日発売）
  4. ISBN 4-253-14874-3（2005年7月20日発売）
  5. ISBN 4-253-14875-1（2005年11月19日発売）
  6. ISBN 4-253-14876-X（2006年2月19日発売）
  7. ISBN 4-253-14877-8（2006年7月20日発売）
- ジライ（月刊ヤングキング 2007年2月号 - 、少年画報社）既刊5巻
  1. ISBN 978-4-7859-2782-0（2007年5月発売）
  2. ISBN 978-4-7859-2878-0（2007年11月発売）
  3. ISBN 978-4-7859-2980-0（2008年6月発売）
  4. ISBN 978-4-7859-3079-0（2008年12月発売）
  5. ISBN 978-4-7859-3162-9（2009年5月発売）
- トモダチ×モンスター（漫画アクション 2014年13号 - 2015年11号 、双葉社）全3巻
  1. ISBN 978-457-584553-2（2014年12月発売）
  2. ISBN 978-457-584599-0（2015年3月発売）
  3. ISBN 978-457-584636-2（2015年6月発売）

### 読切
- むぎわら帽子（月刊ヤングキング 2007年1月号、少年画報社）
- RYŌ（ヤングキング 2012年21号・22号、少年画報社） 原作：宮崎克